# Europejski Dzień Sąsiada
Europejski Dzień Sąsiada, fr. Fête des voisins, ang. European Neighbours' Day – święto obchodzone w ostatni piątek maja z inicjatywy European Federation of Local Solidarity (EFLS, Europejskiej Federacji dla Lokalnej Solidarności). Pierwsze obchody odbyły się w Paryżu w 2000 roku.
Dzień jest obchodzony w ponad 30 krajach europejskich, w tym 27 z UE, a także w Kanadzie.
Jest to największe święto społeczności lokalnych w Europie, objęte patronatem Komisji Europejskiej i wspierane przez Komitet Regionów. W 2008 roku Dzień Sąsiada został włączony w obchody Europejskiego Roku Dialogu Międzykulturowego.
W 2007 roku w obchodach uczestniczyło już 7 mln ludzi z ponad 700 miast i organizacji z 28 krajów, a w 2008 - 8 mln ludzi z 800 miast i organizacji całej Europy.
W obchodach, od 2007 roku, uczestniczy  również kilkanaście miast z Polski, m.in.: Gdańsk, Katowice, Łódź, Poznań, Warszawa, Wisła i Wrocław (w 2008 uroczystości odbyły się w Polsce w 1. sobotę czerwca).
W tym dniu są organizowane festyny, konkursy i zabawy. Idea, która narodziła się w Paryżu w 1999 r. (akcja "Dzielnice bez obojętności") staje się coraz bardziej popularna w Europie. Raz w roku zachęca się mieszkańców do spotkań z sąsiadami, po to, by spokojnie porozmawiać, lepiej się poznać, poczęstować domowym wypiekiem.
Organizatorzy – władze miejskie mają nadzieję, że wspólne świętowanie Europejskiego Dnia Sąsiada to początek autentycznych i trwałych więzi i otwartości na innych. 
Oficjalne obchody w 2010 roku odbyły się 28 maja.